# Église simultanée
 (avril 2020).

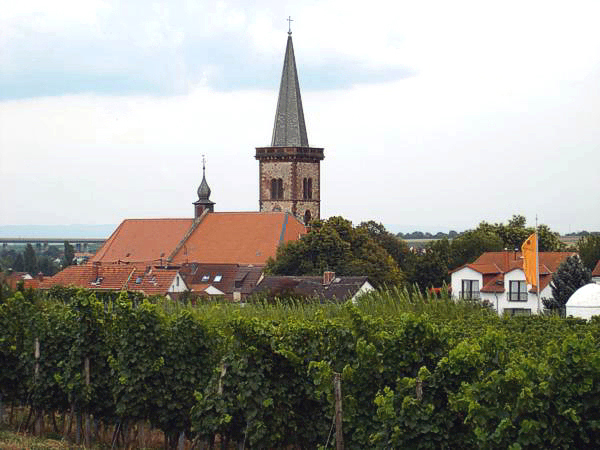
Église simultanée de Worms-Pfeddersheim (Allemagne).

Une église simultanée ou mixte est une église où l’on pratique le simultaneum : les cultes de différentes confessions chrétiennes y sont célébrés. Ce peut être, en fonction des régions les confessions catholique, luthérienne, et réformée.
En pratique en Alsace, il s’agit avant tout de catholiques et de luthériens et parfois de réformés qui associent les trois confessions. Le simultaneum a toujours été installé dans des églises protestantes ; les églises catholiques n’ont jamais été concernées. Sur le plan géographique, les églises simultanées se trouvent à l’intérieur de l’ancien Saint-Empire, en particulier dans l’ouest et le sud-ouest, dont les régions annexées par la suite par la France (Alsace, Comté de Montbéliard), en Belgique (Outremeuse des États) et en Suisse.

## En France
L'introduction du simultaneum connaît une véritable vague entre 1683 et 1688 avec 78 églises protestantes affectées au simultaneum. Ensuite le mouvement se ralentit jusqu'à la mort de Louis XIV en 1715, avec 23 introductions de 1689 à 1696. Lors de l’annexion du comté de Nassau par Louis XIV en 1688, 22 villages protestants ont dû accepter le simultaneum et, lors de la restitution du comté de Nassau en 1697, ces 22 églises sont restées simultanées. À la mort du roi Louis XIV, il y avait 123 églises simultanées en Alsace. Dans les secteurs pauvres, la partie catholique de ces églises simultanées est difficile à desservir et Louis XIV a eu recours à des « curés royaux » mal rétribués sur fonds du roi ou par des moines qui ne restent que peu de temps en place.  Au XVIIIe siècle, le simultaneum progresse et atteint 159 églises, avant de retomber à 150 lors de la signature du Concordat en 1801.

### Les conflits entre les deux confessions
La juxtaposition des deux communautés a été très difficile durant tout le XVIIIe et le XIXe et a suscité d’innombrables tensions car les catholiques étaient désireux d’étendre leurs droits et les protestants résistaient.
Lors de la pacification religieuse par Bonaparte, le Concordat de 1801 est muet sur la question du simultaneum. Seuls les Articles organiques de 1802 l’évoquent dans l’article 46 qui stipule que « le même temple ne pourra être consacré qu’à un même culte ». Mais lors de la mise en application par les sous-préfets, ceux-ci découvrent l’existence du simultaneum et proposent le statu quo.
La Restauration, qui proclame la religion catholique comme religion d’État est responsable d’un regain de tensions. Mais de 1801 à 1843, seules dix suppressions du simultaneum interviennent en Alsace, d’où un maintien de 149 églises simultanées.
Une véritable crise éclate en 1843 avec l’arrivée au siège épiscopal de Mgr Raess (1842-1887). Les conflits sont multiples, à cause du manque de place pour les protestants, à cause des horaires, des sonneries de cloches et des inhumations des couples mixtes. Le ministre Martin du Gard tranche : le chœur est réservé de droit aux seuls catholiques. Or, dans près de la moitié des églises mixtes en Alsace, les protestants occupent le chœur lors de leurs offices, en raison de l’expansion démographique depuis le XVIIIe siècle. Cette décision entraîne  de vifs conflits, pouvant aller jusqu'à des scènes de violence. Sur le tard, Mgr Raess décide de créer en 1884 une Œuvre des Églises mixtes, chargée de collecter des fonds pour construire des églises spécifiques pour les catholiques, afin de régler le problème définitivement. Le succès est incontestable : entre 1884 et 1914, cinquante suppressions d’églises simultanées ont lieu, dont 45 par la construction d’une église catholique, trois par construction d’une église protestante, et deux par abandon de l’ancienne église et construction de deux autres églises. Ce gigantesque mouvement de construction, estimé à 2,8 millions de Marks, est financé par plusieurs contributeurs : Œuvre des Églises mixtes 13,4 %, État allemand 17,1 % (car il s’agit pour les Allemands de s’attirer les bonnes grâces des catholiques qui occultent cet effort dans leurs media), les communes concernées 10,4 %, les protestants 2,8 % en échange de l’abandon des droits catholiques sur les églises mixtes, les communautés catholiques 44,9 % et des donateurs individuels 11,4 %. Les principaux acteurs ont été l’évêque Mgr Fritzen (1890-1919) et une génération de « curés bâtisseurs d’églises ». Parmi les nouvelles églises, on peut citer Saint-Pierre-le-Jeune catholique à Strasbourg, l’église luthérienne de Pfaffenhoffen construite par les protestants, les églises catholiques de Schiltigheim, Lingolsheim, Bischheim, Ingwiller et Wœrth.
Ainsi, le nombre des églises mixtes est descendu de 114 à 64 de 1884 à 1914.
Après 1918, le mouvement de suppression se ralentit sensiblement pour s’arrêter après 1945. En 1985, on dénombre encore 50 églises simultanées, un nombre demeuré stable ensuite. Dans 19 cas, catholiques et protestants alternent leurs offices à un rythme hebdomadaire, d’autres s’en servent de manière bimensuelle ou mensuelle et dans certains cas les catholiques n’utilisent vraiment l’église que pour les obsèques et la fête du saint patron (cas de Reipertswiller). Actuellement, dans les localités où il n’y a pas de simultaneum, les catholiques prêtent leur église aux protestants pour certaines cérémonies, et la réciproque est vraie.

## Simultaneum en Alsace
Le simultaneum  a été introduit en Alsace par une décision du roi Louis XIV ou son représentant l’intendant. C’était une agression contre les communautés protestantes, obligées de céder le chœur de leur église aux catholiques lorsqu'il y avait au moins 7 familles catholiques dans leur localité. Le premier cas a eu lieu le 31 août 1683 à Neuwiller-lès-Saverne dans l’église Saint-Adelphe. Le 25 juillet 1684, le roi Louis XIV publie un édit royal pour l’électorat palatin qu’il avait provisoirement annexé, édit qu’il étend à toute l’Alsace et qui fonde toute la jurisprudence jusqu'à la Révolution. Sur le plan juridique, l’usage non codifié accordait aux catholiques le chœur, alors que les protestants conservaient la nef, mais l’entretien provoquait souvent des tensions entre les deux communautés. Les offices religieux ne pouvaient pas être célébrés en même temps, car le chœur et la nef n’étaient pas séparées, sauf dans les deux églises Saint-Pierre-le-Vieux et le Jeune à Strasbourg. D'où des querelles d’horaires et une animosité réciproque.
L’introduction d’un simultaneum connaît une véritable vague entre 1683 et 1688 avec 78 églises protestantes affectées au simultaneum. Ensuite le mouvement se ralentit jusqu'à la mort de Louis XIV (1715), avec 23 introductions de 1689 à 1696. Lors de l’annexion du comté de Nassau par Louis XIV en 1688, 22 villages protestants ont dû accepter le simultaneum et, lors de la restitution du comté de Nassau en 1697, ces 22 églises sont restées simultanées. À la mort du roi Louis XIV, il y avait 123 églises simultanées en Alsace. Au XVIIIe siècle, le simultaneum progresse et atteint 159 églises, avant de retomber à 150 lors de la signature du Concordat en 1801.
La juxtaposition des deux communautés  a été très difficile durant tout le XVIIIe et le XIXe siècle et a suscité d’innombrables tensions, car les catholiques étaient désireux d’étendre leurs droits.
Lors de la pacification religieuse par Bonaparte, le Concordat de 1801 est muet sur la question du simultaneum. Seuls les Articles organiques de 1802 l’évoquent dans l’article 46 qui stipule que « le même temple ne pourra être consacré qu’à un même culte ». Mais dans la pratique le statu quo est maintenu. Le problème ne sera résolu pour l’essentiel que dans l’Alsace allemande entre 1871 et 1914.
Au début des années 2000, il subsiste en Alsace une cinquantaine de localités dotées d'une église simultanée :

### Bas-Rhin
- Bourgheim
- Dettwiller
- Dossenheim-sur-Zinsel
- Ernolsheim-lès-Saverne
- Forstfeld
- Goxwiller
- Griesbach (Gundershoffen)
- Hanhoffen (Bischwiller)
- Hattmatt
- Heiligenstein
- Hohwiller (Soultz-sous-Forêts)
- Imbsheim (Bouxwiller)
- Kauffenheim
- Kolbsheim (Duppigheim)
- Kurtzenhouse
- Lampertsloch
- Menchhoffen
- Mietesheim
- Morsbronn
- Niederbetschdorf (Betschdorf)
- Niederrœdern
- Niederseebach (Seebach)
- Olwisheim
- La Petite-Pierre
- Pfulgriesheim
- Preuschdorf
- Reipertswiller
- Riedheim
- Rimsdorf
- Rott
- Rountzenheim
- Schwabwiller
- Sundhouse
- Uttenhoffen
- Volksberg
- Waltenheim
- Wangen
- Weinbourg
- Wingen
- Wolschheim
- Zollingen (Sarrewerden)

### Haut-Rhin
- Appenwihr
- Durrenentzen
- Fortschwihr
- Gunsbach
- Hunawihr
- Muntzenheim
- Saint-Pierre sur l'Hâte (Sainte-Marie-aux-Mines)
- Sundhoffen
- Wihr-en-Plaine (Horbourg-Wihr)

### Exemples d'intérieurs d'églises simultanées en Alsace

Église Saint-Pierre-le-Jeune de Strasbourg, église simultanée entre 1681 et 1893
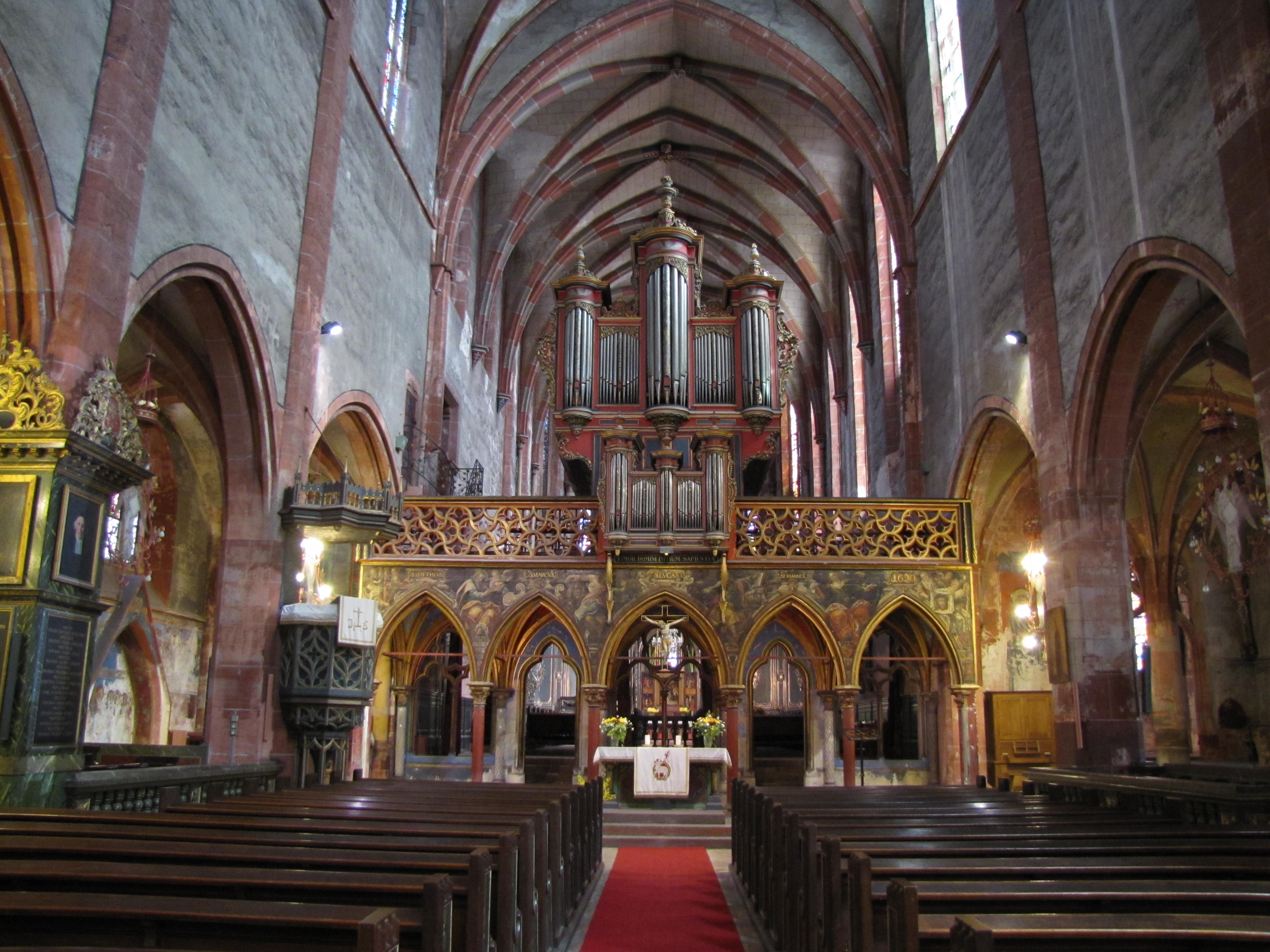
Jubé séparant la nef utilisée par la paroisse protestante.
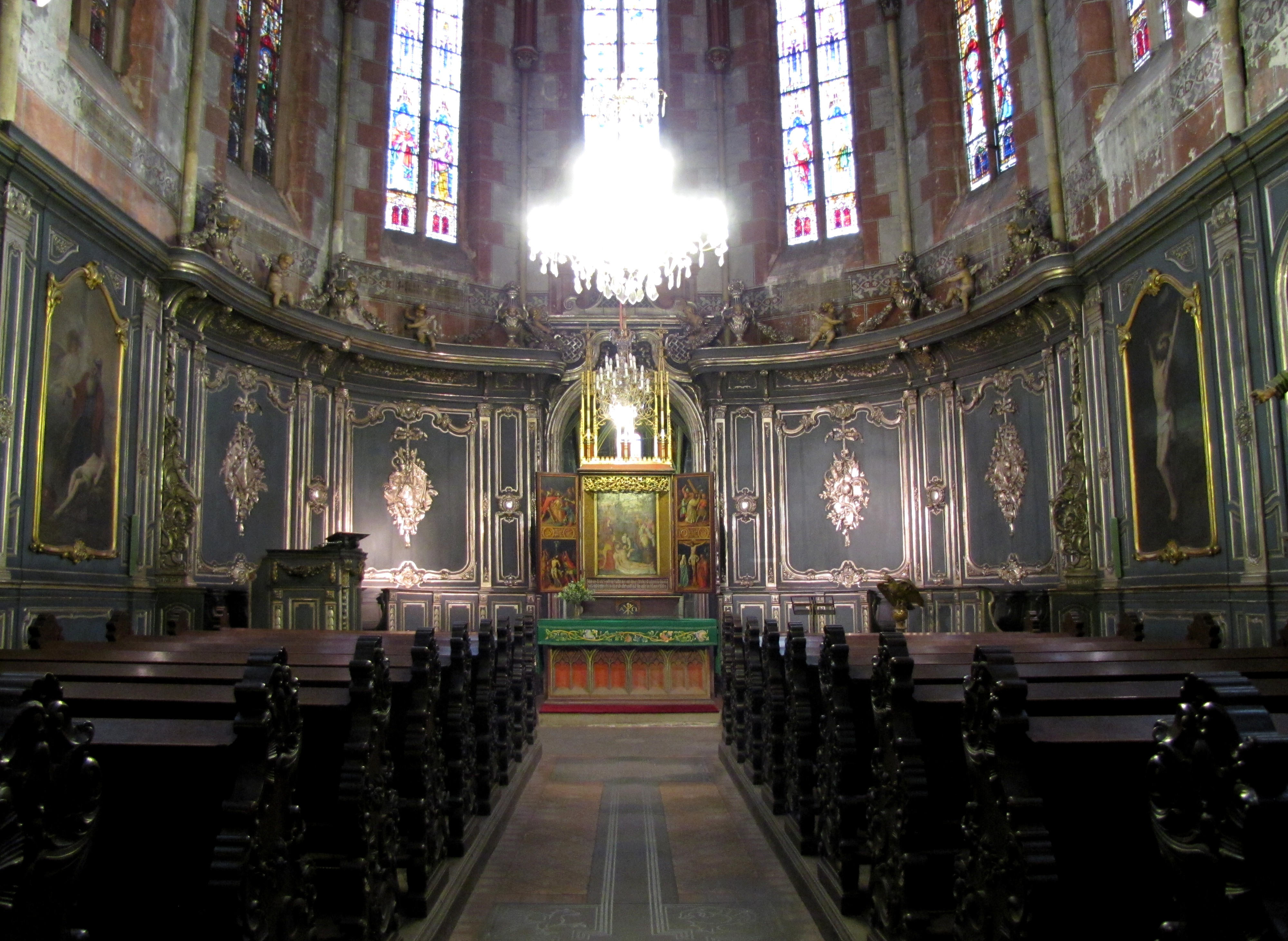
Chœur baroque utilisé par la paroisse catholique.

Église Sainte-Croix de Rountzenheim, église simultanée actuellement
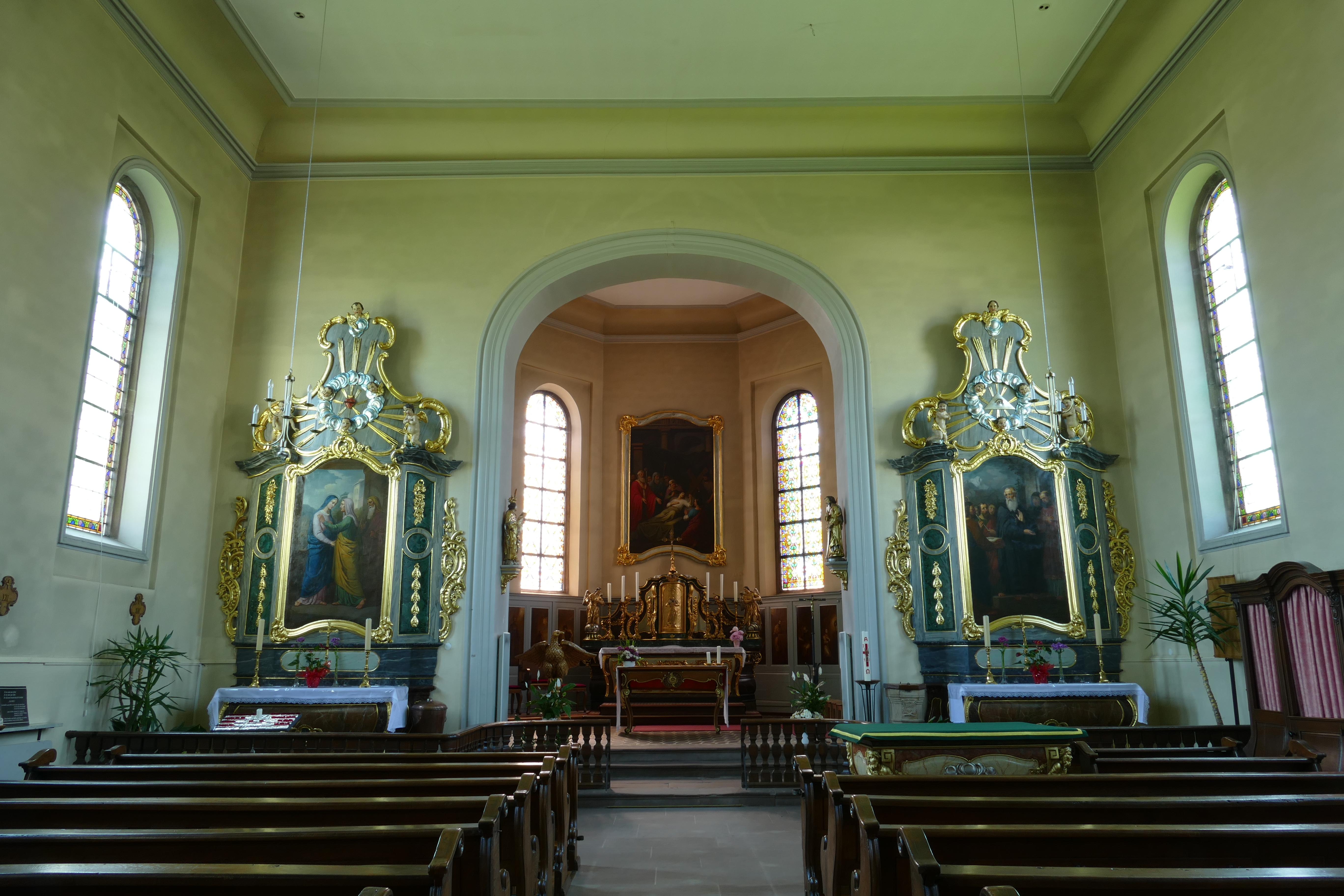
Maître-autel et autels secondaires de la paroisse catholique.
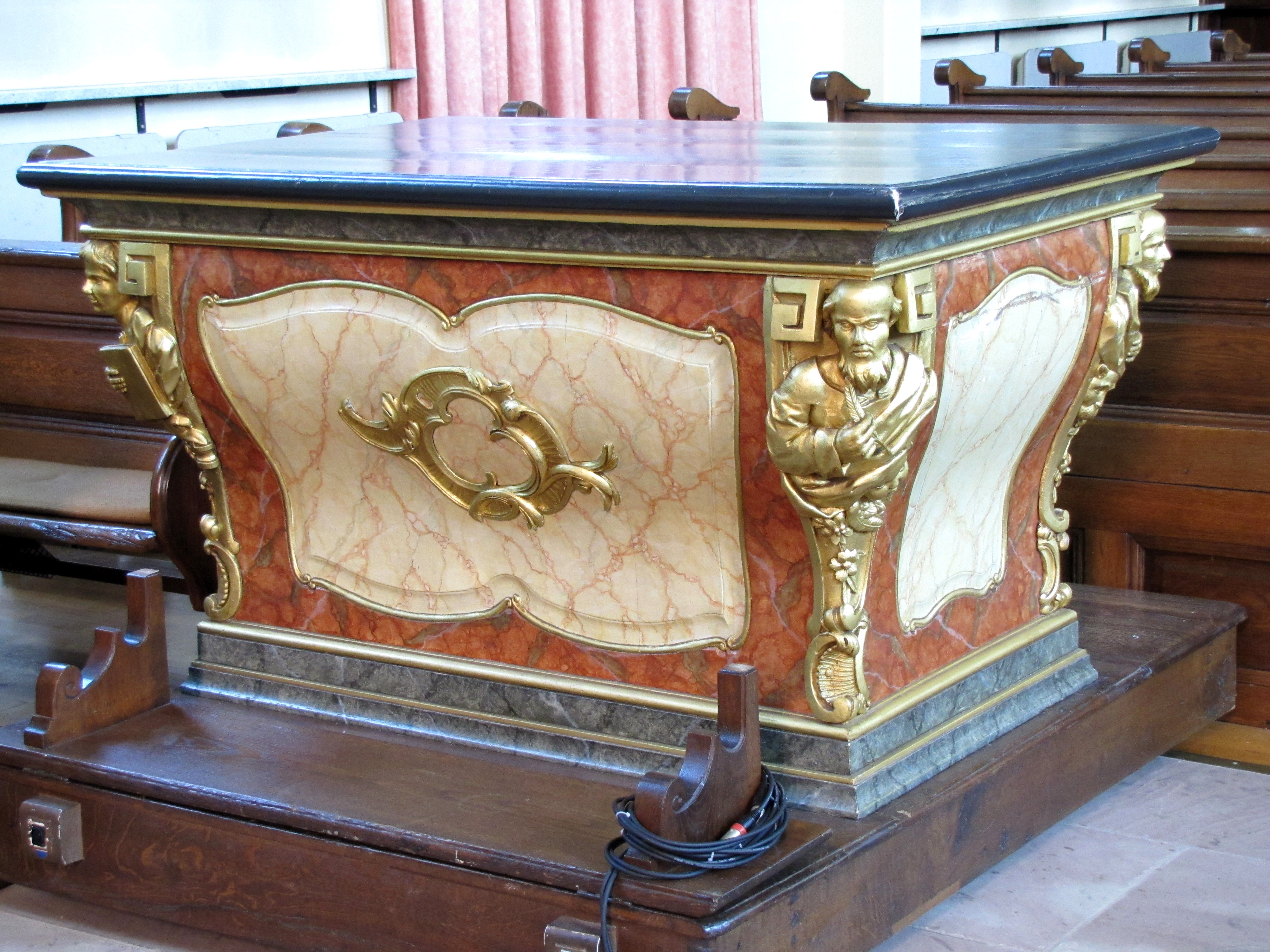
Autel protestant sur roulettes utilisé par la paroisse protestante.

## En Allemagne
Le simultaneum a surtout été introduit par les clauses du traité de Ryswick (1697) dans une partie du Palatinat et diverses seigneuries de la rive gauche du Rhin.  
Aujourd'hui, en dehors de l’Alsace, les principales églises simultanées se  trouvent en Bade, Palatinat et Rhénanie. La progression de l’œcuménisme et une plus grande relativisation des croyances réduisent les facteurs de tensions.

## En Belgique
Dans la partie du Pays d'Outremeuse sous contrôle des Provinces-Unies, le Simultaneum fut introduit dès 1649, à Olne par le ministre de la Religion réformée, Henry Chrouet (1621-1691).